# Dichroplus fuscus
Dichroplus fuscus är en insektsart som först beskrevs av Carl Peter Thunberg 1815.  Dichroplus fuscus ingår i släktet Dichroplus och familjen gräshoppor. Inga underarter finns listade i Catalogue of Life.